# Polynôme associé de Legendre
En mathématiques, un polynôme associé de Legendre, noté {\displaystyle P_{\ell }^{m}(x)}, est une solution particulière de l'équation générale de Legendre :
{\displaystyle (1-x^{2})\,y''-2xy'+\left(\ell (\ell +1)-{\frac {m^{2}}{1-x^{2}}}\right)\,y=0,}
laquelle n'a de solution régulière que sur l'intervalle [–1, 1] et si –ℓ ≤ m ≤ ℓ avec ℓ et m entiers. Elle se réduit à l'équation différentielle de Legendre si m = 0. 
Cette fonction est un polynôme si m est un entier pair. Toutefois, l’appellation de « polynôme », bien qu'incorrecte, est quand même conservée dans le cas où m est un entier impair. 
L'équation générale de Legendre est rencontrée notamment en physique, par exemple dans la résolution de l'équation de Helmholtz en coordonnées sphériques. En particulier, les polynômes associés de Legendre jouent un rôle important dans la définition des harmoniques sphériques.

Courbes représentatives des polynômes associés de Legendre pour ℓ = 5.

## Définitions et expressions générales

### L'équation générale de Legendre en physique
L'équation générale de Legendre apparaît naturellement dans la résolution de l'équation de Helmholtz tridimensionnelle {\displaystyle \Delta ^{2}f+k^{2}f=0} en coordonnées sphériques (notées {\displaystyle (r,\theta ,\phi )}, avec {\displaystyle f=f({\vec {r}})=f(r,\theta ,\phi )}, avec {\displaystyle k^{2}} constant, en utilisant la méthode de séparation des variables. Plus précisément, elle correspond à la partie angulaire selon la colatitude {\displaystyle \theta } de cette équation, {\displaystyle \ell (\ell +1)} et {\displaystyle m^{2}} correspondants aux constantes de séparation.
En effet dans ce cas l'équation angulaire correspondante se met sous la forme :
{\displaystyle {\frac {1}{\sin \theta }}{\frac {d}{d\theta }}\left(\sin \theta {\frac {d\Theta }{d\theta }}\right)+\left(\ell (\ell +1)-{\frac {m^{2}}{\sin ^{2}\theta }}\right)\Theta (\theta )=0}
Le changement de variable {\displaystyle x=\cos \theta } permet alors de mettre cette équation sous la forme de l'équation générale de Legendre.

### Expression en fonction des polynômes de Legendre
Les polynômes associés de Legendre se déduisent des polynômes de Legendre {\displaystyle P_{\ell }(x)} par la formule :
{\displaystyle P_{\ell }^{m}(x)=(-1)^{m}\ (1-x^{2})^{m/2}\ {\frac {d^{m}}{dx^{m}}}\left(P_{\ell }(x)\right)}.

### Orthogonalité
En supposant 0 ≤  m ≤ ℓ avec m, ℓ entiers, les polynômes satisfont la condition suivante d'orthogonalité pour m fixé :
{\displaystyle \int _{-1}^{1}P_{k}^{m}P_{\ell }^{m}dx={\frac {2(\ell +m)!}{(2\ell +1)(\ell -m)!}}\ \delta _{k,\ell },}
où {\displaystyle \delta _{k,\ell }} est le symbole de Kronecker.
Ils suivent également la condition d'orthogonalité suivante à ℓ fixé :
{\displaystyle \int _{-1}^{1}{\frac {P_{\ell }^{m}(x)P_{\ell }^{n}(x)}{1-x^{2}}}dx={\begin{cases}0&{\mbox{si }}m\neq n\\{\frac {(\ell +m)!}{m(\ell -m)!}}&{\mbox{si }}m=n\neq 0\\\infty &{\mbox{si }}m=n=0\end{cases}}.}

### Lien avec les harmoniques sphériques
Les harmoniques sphériques {\displaystyle Y_{\ell ,m}(\theta ,\phi )} interviennent notamment en physique quantique, où elles correspondent aux fonctions propres du moment cinétique orbital, c'est-à-dire celles communes aux opérateurs {\displaystyle {\hat {L}}^{2}} (carré du moment cinétique) et de sa composante {\displaystyle {\hat {L}}_{z}}, avec les équations aux valeurs propres :
{\displaystyle {\hat {L}}^{2}Y_{\ell ,m}(\theta ,\phi )=\hbar ^{2}\ell (\ell +1)Y_{\ell ,m}(\theta ,\phi ),}
et
{\displaystyle {\hat {L}}_{z}Y_{\ell ,m}(\theta ,\phi )=\hbar mY_{\ell ,m}(\theta ,\phi ),}.
En coordonnées sphériques ces opérateurs se mettent sous la forme :
{\displaystyle {\hat {L}}_{z}=-i\hbar {\frac {\partial }{\partial \phi }},}
{\displaystyle {\hat {L}}^{2}=-\hbar ^{2}\left({\frac {1}{\sin \theta }}{\frac {\partial }{\partial \theta }}\left[\sin \theta {\frac {\partial }{\partial \theta }}\right]+{\frac {1}{\sin ^{2}\theta }}{\frac {\partial ^{2}}{\partial \phi ^{2}}}\right).}
Par suite, {\displaystyle {\hat {L}}^{2}} correspond à la partie angulaire du Laplacien, et de fait les équations aux valeurs propres sont identiques à celles que l'on obtient lors de la résolution de l'équation de Helmholtz. Dès lors les harmoniques sphériques {\displaystyle Y_{\ell ,m}(\theta ,\phi )} sont proportionnelles à {\displaystyle P_{\ell }^{m}(\cos \theta )} et {\displaystyle e^{\imath m\phi }}, et après normalisation elles se mettent sous la forme :
{\displaystyle Y_{\ell }^{m}(\theta ,\phi )=(-1)^{m}{\sqrt {{(2\ell +1) \over 4\pi }{(\ell -m)! \over (\ell +m)!}}}\,P_{\ell }^{m}(\cos {\theta })\,e^{im\phi }.}

## Tables des premiers polynômes associés de Legendre
Les premiers polynômes associés de Legendre sont :
| {\displaystyle \ell } | {\displaystyle m}                                                             | {\displaystyle m}                                                                     | {\displaystyle m}                                                              | {\displaystyle m}                    | {\displaystyle m}                |
| --------------------- | ----------------------------------------------------------------------------- | ------------------------------------------------------------------------------------- | ------------------------------------------------------------------------------ | ------------------------------------ | -------------------------------- |
| {\displaystyle \ell } | 0                                                                             | 1                                                                                     | 2                                                                              | 3                                    | 4                                |
| 0                     | 1                                                                             | n.d.                                                                                  | n.d.                                                                           | n.d.                                 | n.d.                             |
| 1                     | {\displaystyle x}                                                             | {\displaystyle -(1-x^{2})^{1/2}}                                                      | n.d.                                                                           | n.d.                                 | n.d.                             |
| 2                     | {\displaystyle {\begin{matrix}{\frac {1}{2}}\end{matrix}}(3x^{2}-1)}          | {\displaystyle -3x(1-x^{2})^{1/2}}                                                    | {\displaystyle 3(1-x^{2})}                                                     | n.d.                                 | n.d.                             |
| 3                     | {\displaystyle {\begin{matrix}{\frac {1}{2}}\end{matrix}}(5x^{3}-3x)}         | {\displaystyle {\begin{matrix}-{\frac {3}{2}}\end{matrix}}(5x^{2}-1)(1-x^{2})^{1/2}}  | {\displaystyle 15x(1-x^{2})}                                                   | {\displaystyle -15(1-x^{2})^{3/2}}   | n.d.                             |
| 4                     | {\displaystyle {\begin{matrix}{\frac {1}{8}}\end{matrix}}(35x^{4}-30x^{2}+3)} | {\displaystyle {\begin{matrix}-{\frac {5}{2}}\end{matrix}}(7x^{3}-3x)(1-x^{2})^{1/2}} | {\displaystyle {\begin{matrix}{\frac {15}{2}}\end{matrix}}(7x^{2}-1)(1-x^{2})} | {\displaystyle -105x(1-x^{2})^{3/2}} | {\displaystyle 105(1-x^{2})^{2}} |

Pour les valeurs négatives de m, il suffit d'utiliser la relation :
{\displaystyle P_{\ell }^{-m}=(-1)^{m}{\frac {(\ell -m)!}{(\ell +m)!}}P_{\ell }^{m},}
qui se déduit directement de la formule donnée plus haut.